# Muzyka peruwiańska

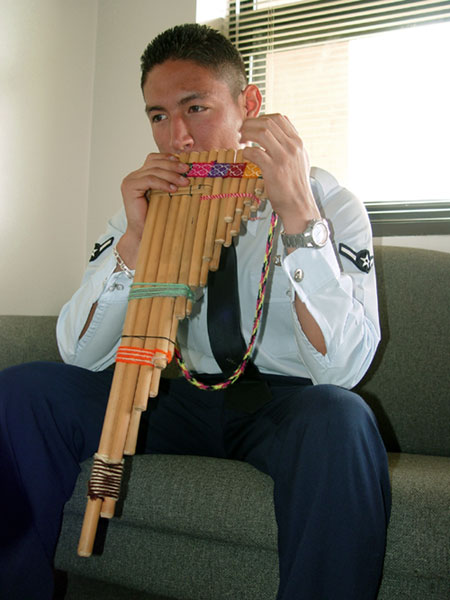
Zampoña

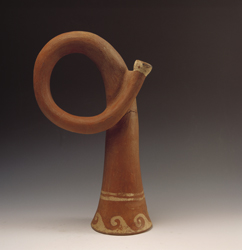
Trąbka z terakoty, kultura Moche

Muzyka peruwiańska - ogół tradycji muzycznych występujących na terytorium Peru, opartych głównie na rodzimych wzorcach i instrumentach, jednakże z silnymi wpływami hiszpańskimi, a na wybrzeżu również do pewnego stopnia afrykańskimi.

## Tradycyjna muzyka andyjska
W starożytnych ruinach i grobowcach znajdowane liczne instrumenty dęte, jak flety i fletnie, trąbki wykonane z konchy, oraz bębny ze skóry pumy. Niektóre z nich niewiele różnią się od używanych obecnie. Typowe instrumentarium:
- quena - flety proste, pierwotnie wykonywane zazwyczaj z kości lam, obecnie raczej drewniane.
- zampoña - rodzaj fletni Pana, rozmaitej wielkości. Występują w wielu odmianach - od kilku bambusowych rurek ustawionych w jednym rzędzie do bardzo skomplikowanych, składających się z trzech lub czterech rzędów po osiem lub dziewięć rurek, wymagających dużych umiejętności.

Na obu instrumentach gra się w skali pentatonicznej.

## Wpływy hiszpańskie
Dotyczą głównie instrumentów strunowych, na bazie hiszpańskiej gitary i lutni powstało charango, rodzaj niewielkiej mandoliny, uważany za narodowy instrument Peru. Pudło rezonansowe wytwarzano często ze skorupy pancernika. Innym popularnym instrumentem strunowym jest harfa o 36 strunach, obejmująca pięć oktaw w skali diatonicznej, lecz gra się zazwyczaj w skali pentatonicznej.

## Muzyka afroperuwiańska
Potomkowie dawnych niewolników zamieszkują głównie Limę, Chinchę i Cañete. Tradycje różnych ludów afrykańskich wymieszały się ze sobą, ulegając również wpływom muzyki hiszpańskiej i muzyki andyjskich Indian, dając w rezultacie nowe formy muzyki tanecznej: zamacueca, festejo czy alcatraz. Typowe dla tych form muzycznych jest intensywniejsze wykorzystanie instrumentów perkusyjnych, jak caja czy cajón - skrzynię z otworem rezonansowym, na której siedzi perkusista.